# Gines
Gines – gmina w Hiszpanii, w prowincji Sewilla, w Andaluzji, o powierzchni 2,9 km². W 2011 roku gmina liczyła 13 302 mieszkańców. Gines znajduje się na płaskowyżu Aljarafe, na wysokości 123 metrów nad poziomem morza i około 6 km od Sewilli.